# Rivière Doré Ouest
Rivière Doré Ouest är ett vattendrag i Kanada.   Det ligger i provinsen Québec, i den sydöstra delen av landet, 250 km norr om huvudstaden Ottawa. Rivière Doré Ouest ligger vid sjön Lac Éloi.
I omgivningarna runt Rivière Doré Ouest växer i huvudsak blandskog. Trakten runt Rivière Doré Ouest är nära nog obefolkad, med mindre än två invånare per kvadratkilometer.